# Red Sonja
Red Sonja, la "Diavolessa con la spada" (She-devil with a sword), è un'eroina immaginaria dei fumetti creata dallo scrittore Roy Thomas e dall'artista Barry Windsor-Smith per la Marvel Comics nel 1973, parzialmente basata su due personaggi di Robert E. Howard: Red Sonya di Rogatino e Dark Agnes de Chastillon. I suoi fumetti sono stati pubblicati dalla Marvel Comics dagli anni '70 agli anni '90 mentre dal 2005 vengono pubblicati dalla casa editrice Dynamite Enterntainment.
Red Sonja nel corso degli anni è stata adattata anche in altri media divenendo protagonista di film, romanzi e episodi televisivi e giochi. Famosa è la sua "armatura bikini" costituita tipicamente da una maglia di scaglie che copre solo la vita e il seno. Nel 2011 si è classificata prima nella lista 100 Sexiest Women in Comics redatta dalla rivista Comics Buyer's Guide.

## Storia editoriale

### Marvel Comics
Red Sonja debuttò nel Febbraio del 1973 all'interno dell'albo 23 della serie Conan the Barbarian: Roy Thomas adattò il racconto The Shadow of the Vulture con protagonista Red Sonya di Rogantino come una storia di Conan il Barbaro cambiando così l'originale ambientazione europea del XVI secolo nell'Era Hyboriana.
Nel 1975 Red Sonja divenne protagonista di una serie intitolata Marvel Feature durata sette albi e nel 1977 ottenne una sua testata eponima scritta da Roy Thomas e Clara Noto che si concluse con il numero 15 nel Maggio 1979. Le origini del personaggio vennero raccontate nella storia "The Day of the Sword" contenuta nel terzo albo di Kull and the Barbarians del Settembre 1975 scritta da Roy Thomas e Doug Moench e disegnata da Howard Chaykin (la stessa venne poi ridisegnata da Dick Giordano e Terry Austin e pubblicata nell'albo 78 della serie The Savage Sword of Conan del Luglio 1982). Nel 1983, dopo la pubblicazione di due numeri a Febbraio e Marzo scritti da Christy Marx e Roy Thomas, la sua serie venne rilanciata ad Agosto e durò fino al Maggio 1986 per tredici numeri e hai testi si sono susseguiti Tom DeFalco, Bill Mantlo, Louise Simonson e Mary Wilshire.
L'ultima pubblicazione dedicata a Red Sonja da parte della Marvel fu la storia autoconclusiva Red Sonja: Scavenger Hunt #1 del Dicembre 1995 scritta da Glenn Herdling e illustrata da Ken Lashley.

### Dynamite Entertainment
Dopo un paio di pubblicazioni ad opera di Blackthorne Publishing e Cross Plains Comics dal 2005 le storie di Red Sonja sono pubblicate dalla Dynamite Entertainment. Il primo titolo è stato la serie regolare Red Sonja: She Devil With a Sword a cui ha fatto seguito Queen Sonja; nonostante la seconda dovesse sostituire la prima come serie regolare dopo alcuni mesi entrambe hanno proceduto in parallelo fino al 2013 quando entrambe vennero chiuse.
In quello stesso anno presso Emerald City Comic Con la casa editrice annunciò un rilancio affidato a Gail Simone e Walter Geovani. L'autrice compì un reboot cambiando le origini del personaggio delle quali considerava alcuni particolari "invecchiati male". Dopo 18 numeri la serie si conclude per essere rilanciata prima da Marguerite Bennett nel Gennaio 2016 e poi da Amy Chu nel 2017. Parallelamente è stata pubblicata la miniserie antologica Legends of Red Sonja curata da Gail Simone e un team di altri autori.
Nel 2019 Mark Russell diventa lo sceneggiatore per i successivi due anni venendo sostituito nel fase finale da Luke Lieberman. La serie principale è stata quindi affidata agli autori italiani Mirka Andolfo e Luca Blengino, per i disegni della prima, per la durata di 12 numeri. Dal 2023 la nuova sceneggiatrice è Torunn Gronbekk con Walter Geovani ai disegni.
Fin dal 2005 oltre alla serie principale, Red Sonja ha goduto di pubblicazioni parallele di vario tipo (albi autoconclusivi, miniserie brevi e lunghe, antologiche) partecipando a storie evento che coinvolgevano altri personaggi della casa editrice (Swords of Sorrow, Die!namite), venendo declinata in versioni alternative (Legenderry, Sonjaversal) e facendo team-up o scontrandosi con diversi altri personaggi interni ed esterni alla Dynamite (Spider-Man / Red Sonja, Conan / Red Sonja, Red Sonja / Tarzan, Red Sonja: The Superpowers) su tutti il personaggio di Vampirella con cui ha condiviso molte avventure. Alcune di queste pubblicazioni hanno portato allo sviluppo di miniserie spin-off (Hell Sonja, Red Sonja: Red Sitha e Samurai Sonja).
Tra Maggio 2021 e Gennaio 2023 sono state pubblicate due testate da 10 albi l'una intitolate The Invincible Red Sonja, scritta da Jimmy Palmiotti e Amanda Conner e disegnata da Moritat e Justin Norman, e Immortal Red Sonja, scritta da Dan Abnett per i disegni degli italiani Alessandro Miracolo, Emiliana Pinna, Alessandro Ranaldi e Luca Colandrea. La seconda cala Red Sonja nel mondo del ciclo arturiano riproponendo il suo vestiario originale disegnato da Barry Windsor-Smith e usandolo come elemento narrativo che dà inizio alla storia.

### Dispute legali
Il 6 Giugno 2006 il sito Newsarama riporta che l'aprile scorso la compagnia Red Sonja, LLC, detentrice dei diritti della versione del personaggio del 1973, ha intentato una causa per quattro capi di imputazione contro la Paradox Entertainment, che rivendica i diritti del personaggio di Red Sonya come parte del corpus letterario di R.E. Howard, presso la Corte Federale degli Stati Uniti. Le accuse riguardavano violazione di copyright, violazione del marchio, diluizione del marchio e concorrenza sleale. La causa è stata risolta nel gennaio 2008, il secondo giorno dell'udienza, con il pagamento reciproco di un dollaro: la Red Sonja LLC pagò un dollaro alla Paradox per i diritti della Red Sonya di Howard e il permesso di ambientare le storie di Red Sonja all'interno dell'Era Hyboriana mentre la Paradox pagò un dollaro alla Red Sonja LLC per l'esclusiva sui diritti di pubblicazione della storia The Shadow of the Vulture ora che uno dei personaggi al suo interno appartiene alla Red Sonja LLC.

## Biografia
(Estratto delle Cronache Nemediane)
Ci sono diverse origini del personaggio, la prima raccontata da Roy Thomas nel 1975, la seconda da Brian Reed nel 2008 e la terza da Gail Simone nella serie del 2014.
In quella di Roy Thomas, Sonja vive insieme alla sua famiglia nelle steppe occidentali Hyrkaniane durante l'Era Hyboriana. Un giorno vengono assaliti da una banda di crudeli mercenari: i suoi genitori e i fratelli più piccoli muoiono uccisi, la loro casa bruciata e Sonja viene violentata dal capo del gruppo. Sopravvissuta e desiderosa di vendetta, le appare la dea Scathach che le offre delle impareggiabili abilità guerriere con l'unica condizione di non giacere con alcun uomo che non l'abbia sconfitta in un duello leale. Sonja accetta e diviene poi un'avventuriera vagabonda. Con il tempo la sua reputazione cresce e viene conosciuta con il nome di Red Sonja, per la sua capigliatura, il suo carattere fiero e il sangue dei suoi nemici.
Nel 2008 Red Sonja muore nell'albo 34 della serie principale e negli albi successivi lo sceneggiatore Brian Reed racconta di come il suo spirito si sia reincarnato una ventina di anni più tardi vivendo una nuova vita e scoprendo in seguito la sua vita precedente. Nel 2010, quando Eric Trautmann diventa sceneggiatore con l'albo 51, questa linea narrativa viene abbandonata avvicinandosi alla prima versione.
Nel 2014 Gail Simone rilancia la serie e il personaggio rinarrandone le origini rimuovendo sia lo stupro che gli elementi sovrannaturali: Sonjita è la figlia di un capovillaggio Hyrkaniano che rimane l'unica sopravvissuta di una razzia compiuta da dei predoni ai danni del suo villaggio. Fuggita nella natura selvaggia, riesce a vendicarsi degli assalitori uccidendoli uno ad uno con le sue abilità di cacciatrice. Catturata successivamente da degli schiavisti è costretta a combattere per la propria vita in un'arena dove apprende le sue abilità guerriere e ottiene il suo soprannome Red Sonja.
Un'altra novità introdotta da Gail Simone è la bisessualità di Red Sonja, ripresa anche in seguito da altri autori come Luke Lieberman nel 2020.

## Armatura bikini

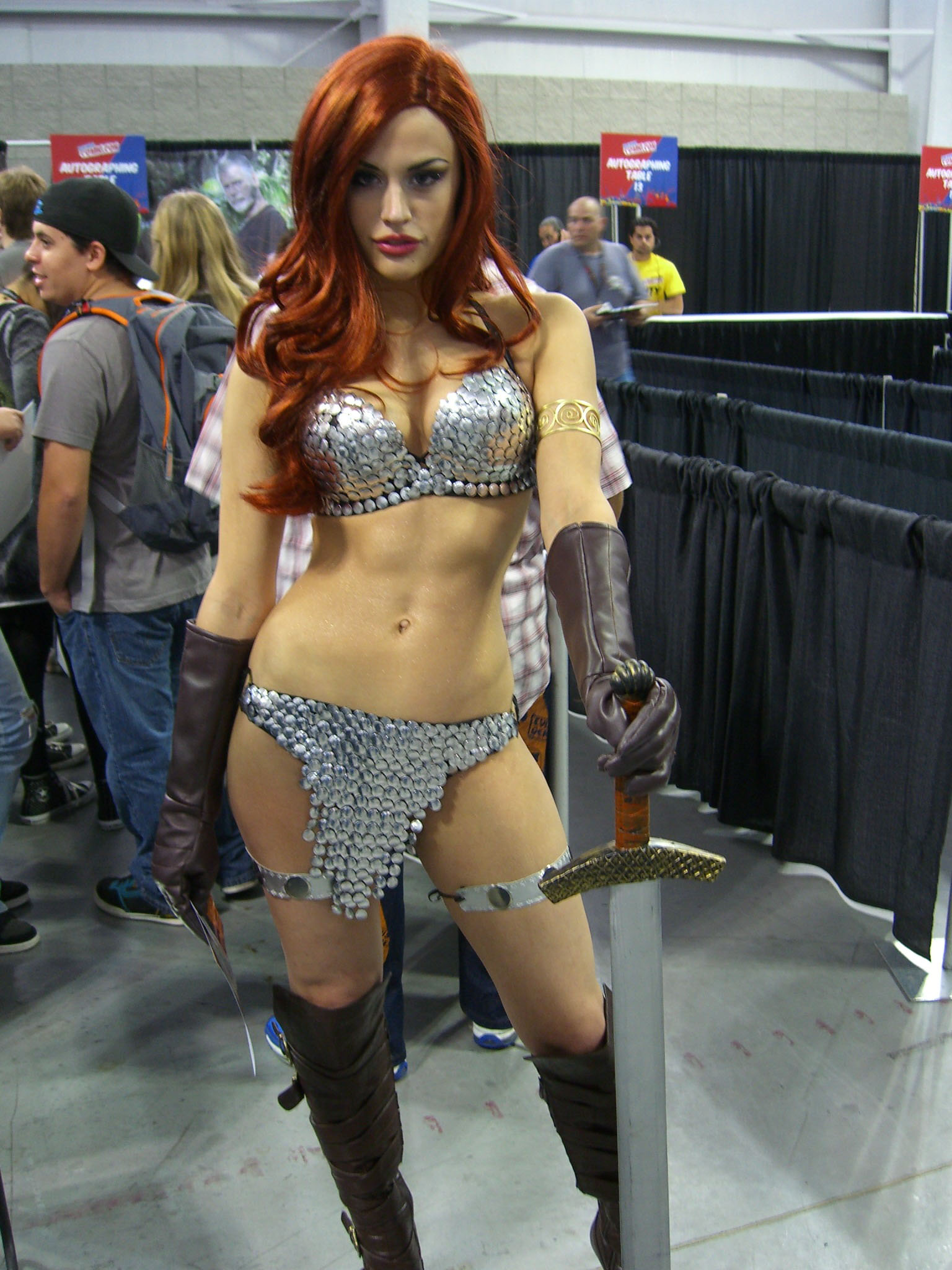
Una cosplayer di Red Sonja

Nei primi due albi in cui compare, Red Sonja non indossa il suo abito più conosciuto, l'"armatura bikini", ma una lunga cotta di maglia e dei pantaloni corti di seta rossa. Come scritto da Roy Thomas mentre stava curando la rivista The Savage Sword of Conan l'artista Esteban Maroto gli sottopose una illustrazione di Red Sonja con indosso un bikini metallico argentato, similarmente ad altre eroine disegnate da Maroto negli anni '70 che venne data alle stampe per la prima volta, in bianco e nero, all'interno del quinto numero della rivista Comixscene di Jim Steranko.
Maroto disegnò poi Red Sonja con la sua "armatura bikini" in una illustrazione a doppia pagina per Savage Tales n. 3 e infine nella sua prima avventura in solitario all'interno del primo numero di Savage Sword of Conan nell'agosto del 1974. Nello stesso numero John Buscema la ritrasse nelle medesime vesti all'interno della storia Curse of the Undead-Man. Da quel momento divenne il suo abito identificativo.

## Riconoscimenti
La storia The Song of Red Sonja (La canzone di Red Sonja, Conan il Barbaro 24 del Marzo 1972) scritta da Roy Thomas, disegnata e colorata da Barry Windsor-Smith vinse il premio Best Individual Story (Dramatic) agli Academy of Comic Book Arts Awards del 1973. La versione data alle stampe nel 1972 contiene tre vignette censurate a pagina 6. L'originale venne poi pubblicata all'interno del 15° albo della collana Marvel Treasury Edition (1977) colorata da Glynis Wein.

## Altri media

Red Sonja interpretata da Matilda Lutz nell'omonimo film

### Cinema
Red Sonja ha ricevuto due adattamenti cinematografici: il primo nel 1985 diretto da Richard Fleischer (conosciuto in versione italiana del titolo con il nome di Yado) con Brigitte Nielsen mentre il secondo nel 2025 diretto da M. J. Bassett con Matilda Lutz.
Negli anni duemila si lavorò a un progetto per un nuovo film su Red Sonja. Robert Rodriguez sarebbe stato produttore e co-regista, Douglas Aarniokoski regista e Rose McGowan era stata scelta come protagonista, ma il progetto fu poi cancellato.
Nel 2016 Shout! Factory, in collaborazione con Dynamite Entertainmente e Red Sonja LLC, rilasciò il film Red Sonja: Queen of Plagues realizzato come motion comic e tratto dalla storia contenuta nei primi sei albi della serie di Red Sonja iniziata nel 2009 e scritta da Gail Simone per i disegni di Walter Geovani; Red Sonja è doppiata da Misty Lee.

### Racconti
David C. Smith e Richard L. Tierney hanno scritto sei racconti pubblicati dalla casa editrice Ace Books le cui copertine sono state realizzate da Boris Vallejo:
- The Ring of Ikribu (1981)
- Demon Night (1982)
- When Hell Laughs (1982)
- Endithor's Daughter (1982)
- Against the Prince of Hell (1983)
- Star of Doom (1983)

The Ring of Ikribu è stato adattato in forma di fumetto da Roy Thomas e Esteban Maroto dall'albo 230 al 233 della serie The Savage Sword of Conan.

### Televisione
Angelica Bridges ha interpretato il personaggio all'interno della serie televisiva Conan l'avventuriero nell'episodio intitolato Red Sonja. Nel 1999 ci furono dei piani per una serie dedicata a Red Sonja interpretata da Sable.

### Videogiochi
Red Sonja ha un suo scenario avventuroso all'interno di Dungeons & Dragons intitolato Red Sonja Unconquered. Dynamite Entertainment rilasciò nel 2018 il gioco da tavolo Red Sonja: Hyrkania's Legacy seguito da una espansione nel 2020.